# Baudouin Yvart
Pour les articles homonymes, voir Yvart.
Baudouin Yvart (Baudrain, Beaudrin ou Baudren), né le 13 juillet 1611 à Boulogne-sur-Mer, et mort le 12 décembre 1690 à Paris, est un artiste-peintre français.

## Biographie

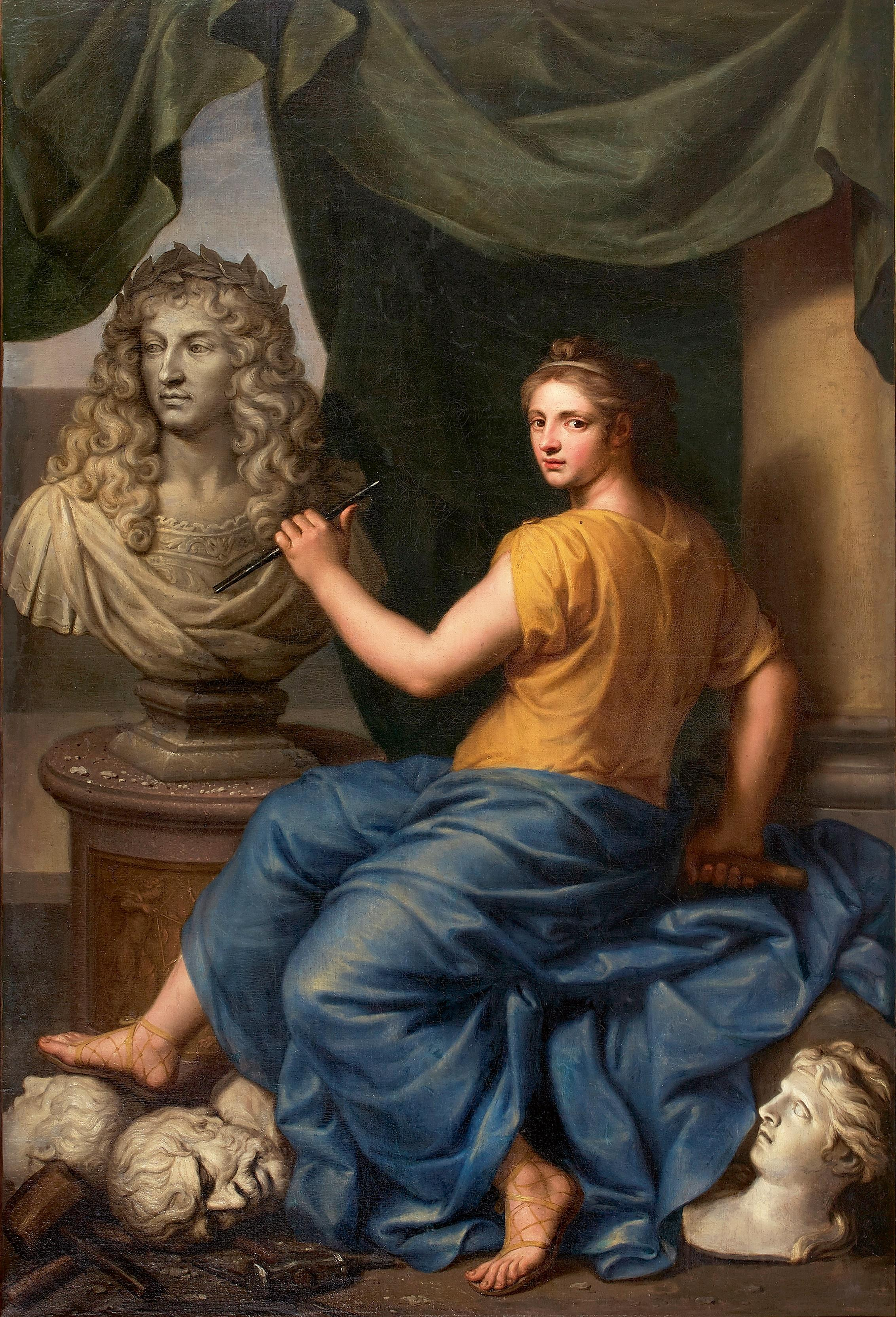
La Sculpture travaillant au buste du roi Louis XIV, morceau de réception de l’artiste à l’Académie royale de peinture en 1663, livré en 1666.

Baudouin Yvart est né le 13 juillet 1611 à Boulogne-sur-Mer. Il est devenu membre de l'Académie royale de peinture et de sculpture le 11 avril 1663 ou le 11 août 1663. Proche collaborateur de Charles Le Brun, il a travaillé à Vaux-le-Vicomte et au Château de Versailles. Il est mort le 12 décembre 1690 à la Manufacture des Gobelins à Paris et inhumé le 14 décembre.